# Pruska zveza
Pruska zveza (nemško Preußischer Bund, poljsko Związek Pruski) je bila organizacija, ki jo je 21. februarja 1440 v Kwidzynu (takrat uradno Marienwerder) ustanovila skupina 53 plemičev in duhovnikov ter 19 pruskih mest, da bi se zoperstavila samovolji tevtonskih vitezov. Temeljila je na prejšnji podobni organizaciji, imenovani Zveza kuščarjev, ki so jo leta 1397 ustanovili plemiči dežele Chełmno.
Leta 1454 je vodja zveze  Johannes von Baysen (poljsko Jan Bażyński) uradno prosil poljskega kralja Kazimirja IV. Jagela, naj Prusijo vključi v Kraljevino Poljsko. S tem dejanjem se je začela trinajstletna vojna med Državo Tevtonskega reda in Kraljevino Poljsko.

## Ozadje
Po Prvem torunjskem miru, sklenjenem leta 1411 po porazu tevtonskih vitezov v bitki pri Grunwaldu, je moral Tevtonski red Kraljevini Poljski plačati visoko odškodnino. Meniška država je zato svojim mestom naložila visoke davke, da bi zbrala sredstva in se ponovno oborožila za novo vojno proti Poljski. V 20. letih 14. stoletja je veliki mojster Paul von Rusdorf  v red in njegove odnose s Poljsko prinesel stabilnost, vendar so se boji s Poljsko nadaljevali leta 1431, ko je vdor vitezov na Poljsko med litovsko državljansko vojno sprožil nov poljsko-tevtonski konflikt.

## Ustanovitev
Po približno treh desetletjih naraščajočega nezadovoljstva so se meščani, plemstvo in posestniki iz tevtonske države organizirali, da bi se učinkoviteje zoperstavili vladavini reda. Odločitev o ustanovitvi organizacije je bila sprejeta na konvenciji v Elblągu 21. februarja 1440. Konvencije so se udeležili predstavniki mest Helmno (Culm), Elbląg (Elbing), Torunj (Thorn), Gdansk (Danzig), Braniewo (Braunsberg), Królewiec (Königsberg) in Knipawa (Kneiphof) ter plemiči iz različnih pokrajin. 14. marca 1440 je skupina 53 plemičev in duhovščine ter 19 mest pod vodstvom hanzeatskih mest Danzig (Gdańsk), Elbing (Elbląg), Thorn (Toruń) in Königsberg (Królewiec) v Marienwerderju (Kwidzyn)  ustanovila Prusko zvezo.  Kasneje se je zvezi pridružilo več novih mest. V Danzigu so novi člani podpisali listino, ki se je hranila v arhivu Torunja. Uradni predstavniki zveze  so bili mestni sveti Helmna in Toruńja ter vitezi dežele Helmno.
Po smrti velikega mojstra Paula von Rusdorfa leta 1441, je njegov naslednik Konrad von Erlichshausen nadaljeval pogajanja o kompromisu do svoje smrti leta 1449. Zveza je lobirala za podporo proti Tevtonskemu redu tudi v Svetem rimskem cesarstvu. Ludwig von Erlichshausen, veliki mojster od leta 1450 do 1467, je zavzel bolj agresivno držo do zveze in vložil tožbo na dvoru cesarja Friderika III. V odgovor je organizacija ustanovila tajni svet, ki se je posvetoval med sodnim procesom, vodil pogovore s Poljsko in organiziral sile za upor proti tevtonskim vitezom. Razsodba cesarskega sodišča iz leta 1453 je Prusko zvezo razglasila za nezakonito, vendar razsodbe nista priznali niti zveza niti Poljska.

## Trinajstletna vojna
Februarja 1454 se je Pruska zveza dvignila proti oblasti Tevtonskega reda. Zvezo sta s podporo Jana de Janija in Mikołaja Szarlejskega vodila Gabrijel von Baysen in Johannes von Baysen, ki sta zahtevala zaščito poljskega kralja Kazimirja IV. Jagela in vključitev Prusije v Kraljevino Poljsko. Kralj se je s tem strinjal in marca 1454 v Krakovu podpisal akt o priključitvi. Pruska zveza je zahtevala jamstvo za ohranitev mestnih pravic in privilegijev za plemstvo in ga tudi dobila. Delegati in uradniki zveze so ob ustanovitvi v Krakovu, drugi pa v naslednjih mesecih obljubili zvestobo poljskemu kralju.
Trinajstletna vojna se je končala s porazom Tevtonskega reda in Drugim torunjskim mirom, sklenjenim leta 1466. Red se je odpovedal kakršnim koli zahtevam po ozemlju Gdanskega Pomorjanskega in dežele Helmno, ki sta bila ponovno vključena v Kraljevino Poljsko, ter regijam Elbląg,  Malbork in Varmija, ki so bile prav tako priznane kot del Poljske. Te regije so bile združene  novo poljsko provinco Kraljeva Prusija z nekaj lokalne avtonomije. Guverner province je postal Stibor iz Ponieca iz klana Ostoja. Velik del vzhodnega dela zgodovinske  Prusije je ostal v posesti Tevtonskega reda, vendar kot fevd in protektorat »ene in nedeljive« Kraljevine Poljske.  Pruska zveza, zdaj razdeljena med dva vladarja, je prenehala obstajati.

## Posledice
Poljska in tevtonska stran sta se strinjali, da bosta od cesarja Friderika III. in papeža Pavla II. zahtevali potrditev sporazuma. Hkrati sta se obe strani strinjali, da je sporazum veljaven tudi brez njune odobritve. 
Kmalu zatem je kljub sklenitvi sporazuma nastal spor o statusu knezoškofije Varmija in sprožil manjši konflikt, imenovan vojna duhovščine.